# Violinkonsert nr 2 (Mozart)
Violinkonsert nr 2 i D-dur, K. 211, är en violinkonsert av Wolfgang Amadeus Mozart komponerad 1775.

## Instrumentation
Konserten är skriven för violin och orkester bestående av 2 tvärflöjter, 2 oboer, 2 horn och stråkar.

## Form
Violinkonserten består av tre satser:
1. Allegro moderato
2. Andante
3. Rondeau, Allegro